# Воловчинский сельсовет
Воловчинский сельсове́т — сельское поселение в Воловском районе Липецкой области. 
Административный центр — село Воловчик.

## История
В соответствии с законом Липецкой области №114-оз «О наделении муниципальных образований в Липецкой области статусом городского округа, муниципального  района, городского и сельского поселения» от 2 июля 2004 года Воловчинский сельсовет наделён статусом сельского поселения.

## Население
| 2010 | 2012 | 2013 | 2014 | 2015 | 2016 | 2017 |
| ---- | ---- | ---- | ---- | ---- | ---- | ---- |
| 591  | ↘565 | ↘544 | ↘532 | ↘507 | ↗513 | ↗517 |
| 2018 | 2021 |      |      |      |      |      |
| ↘515 | ↗526 |      |      |      |      |      |

## Состав сельского поселения
| № | Населённый пункт | Тип населённого пункта       | Население |
| - | ---------------- | ---------------------------- | --------- |
| 1 | Воловчик         | село, административный центр | ↗501      |
| 2 | Кшень            | посёлок                      | ↗113      |
| 3 | Новый            | посёлок                      | ↘10       |